# Kathy Rain
Kathy Rain (с англ. — «Кэти Рейн») — инди-головоломка и графическая приключенческая игра, разработанная независимым шведским геймдизайнером Йоелем Стовом Хестё. Разработка игры началась ещё в 2011 году как любительский проект, однако прототипом заинтересовалось издательство Raw Fury. Стов работал над Kathy Rain без чёткой концепции, поэтому сюжет в игре переделывался несколько раз. Создатель также вдохновлялся старыми графическими приключениями из 90-х годов от Lucasarts, а также играми или сериалами, исследующими паранормальные явления.
Выпуск Kathy Rain состоялся 5 мая 2016 года для персональных компьютеров с операционными системами Windows и macOS, 23 ноября того же года вышла мобильная версия для iOS и Android. Игрок управляет женским персонажем по имени Кэти Рейн, которая должна исследовать тайну смерти своего деда, а также паранормальных явлений в городке. Для этого игроку нужно вступать в диалоги с другими персонажами, искать нужные предметы, а также решать головоломки.
Критики оставили в основном положительные оценки об игре, оценив её за сложную историю, наполненную внезапными сюжетными поворотами, а также интересными второстепенными персонажами. Представленные головоломки рецензенты оценили, как умеренно сложные, также критики похвалили игру Kathy Rain за её художественный стиль и антураж 90-х годов, призванный играть на чувстве ностальгии.

## Игровой процесс
Kathy Rain представляет собой приключенческую «укажи-и-щёлкни» игру-головоломку. Игрок управляет героиней по имени Кэти Рейн, которая может перемещаться по разным локациям и взаимодействовать с предметами или персонажами. Цель игрока — разгадать тайну так называемого «инцидента 81», для чего героиня должна узнавать нужную для себя информацию, расспрашивая местных жителей или занимаясь поиском нужных предметов и записей. Все найденные предметы и улики располагаются в инвентаре Кэти, для взаимодействия с персонажами часто требуется использовать предметы из инвентаря, так как персонажи могут знать полезную информацию о данных вещах или же это необходимо для продвижения сюжета или самообороны, как, например, использование электрошокера. Второстепенные герои не всегда готовы делиться с Кэти нужной информацией или предоставлять ей доступ к проходу, для чего игроку необходимо прибегать к смекалке, например отвлекать персонажей или же выполнять побочные квесты, чтобы заслужить их доверие. В игре также имеется несколько сложных головоломок, требующих от игрока логическое мышление и математические знания, например квест, в котором героиня должна получить доступ к учётной записи системного администратора, или же ситуации, когда необходимо узнать пароль от сейфа. Полезную для себя информацию Кэти также может получать через телефонные звонки.

### Сюжет

Демонстрация прохождения игры

Действие разворачивается в 1995 году, в провинциальном американском городке Корнуэлл-Спрингс. Главная героиня Кэти Рейн прибыла в город, чтобы присутствовать на похоронах своего дедушки Джозефа Рейна. Кэти на многие года прервала связь с бабушкой и дедушкой, так как ещё ребёнком уехала вместе с душевнобольной матерью в другой город. Героиня вступает в разговор с бабушкой Мэри-Элизабет и узнаёт от неё произошедшие события за последние 10 лет, в частности, что дедушка всё это время пребывал в вегетативном состоянии, после того как его нашли в лесу после непонятного несчастного случая. Бабушка подозревает, что Джозеф лишился рассудка по иным, таинственным обстоятельствам, так как исследования докторов не выявили каких-либо следов повреждения мозга. Кэти решает выяснить правду и по мере исследования интересуется делом об утоплении 16-летней девочки Лили Мейерс, которая была талантливой художницей. После её смерти картины выкупил Чарльз Уэйд, богатый бизнесмен и некогда лучший друг Джозефа. В свою очередь картины были выкрадены и попали в собственность священника местной церкви, который подозревается в создании религиозной секты. По мере раскрытия новых тайн Кэти узнаёт, что, помимо Джозефа и Лили Мейерс, многие люди в городе по непонятным причинам умирали или сходили с ума, и это связано с некими сверхъестественными силами, с которыми замешана и местная церковь. Сам же Джозеф ранее также пытался разгадать тайну, и итогом этого стала его потеря рассудка в 1981 году. Одновременно Кэти начинает видеть во снах образы инфернального существа — «красного человека», который также начал оставлять героине угрожающие послания. Помимо прочего, сюжет раскрывает и прошлое героини, историю развода её родителей, как Кэти была вынуждена разорвать связь со своими родственниками и пришла к своей жизни.

### Список персонажей
- Кэти Рейн (англ. Kathy Rain) — главная героиня, ей 25 лет и она учится на журналистку. Кэти — неформалка и типичный представитель поколения Х. Её характер обусловлен тяжёлым детством. Она наблюдала за тем, как её мать сходила с ума и родители инициировали развод. Отец Кэти стал бандитом, окончательно рассорившись с дедушкой, и пытался отсудить право на опеку Кэти у бывшей жены, однако суд встал на её сторону, даже несмотря на её психические отклонения. Исчезновение отца маленькая Кэти приняла как предательство, а также была вынуждена уживаться рядом вместе с матерью. Это воспитало в Кэти самостоятельность, но и чёрствость по отношению к остальным. Кэти любила своего дедушку и поэтому жаждет разгадать секрет «инцидента 81». (Озв. Ариель Сигель[7])
- Мери-Елизабет Рейн  (англ. Mary-Elizabeth Rain) — бабушка Кэти по отцовской линии и жена ныне покойного Джозефа Рейна. Добрая и заботливая пожилая женщина, любящая Кэти. Она всегда проводит время в гостиной своего дома и рассказывает Кэти подробности прошлой жизни дедушки, а также семьи и родителей Кэти. (Озв. Джуди Штадт[7])
- Чарльз Уэйд (англ. Charles Wade) — богатый бизнесмен и некогда близкий друг Джозефа Рейна во времена второй мировой войны. Незадолго до смерти Лили Мейерс он начал покупать её картины, а затем после её смерти перепродавал их за вдвое большею цену. Помимо прочего, оставшиеся картины были украдены «чёрными шляпами» — байкерской бандой, куда входил и отец Кэти. Героиня может встретить его в больнице. (Озв. Фрэнк Тодаро[7])
- Эйлин Саммерс (англ. Eileen Summers) — подружка Кэти, полная её противоположность. Она жизнерадостная, любопытная, одевается скромно и религиозна. Обладает навыками использования компьютера и поиска сетевых данных, решает помочь Кэти в расследовании. При попытке пристроиться в качестве шпиона в религиозную секту Исаака она лишилась души, которая была украдена «красным человеком», но Кэти спасла её. (Озв. Шелли Шеноу[7])
- Шериф Бойкс (англ. Sheriff Boyks) — шериф местной полиции. Он без энтузиазма сотрудничает с героиней и часто умалчивает некоторый важные факты. Тем не менее, со временем Кэти может завоевать его доверие. (Озв. Майк Поллок[7])
- Ленни Маркс (англ. Lenny Marks) — полицейский и подчинённый Бойкса. Он помнит Кэти с детства и даже питает симпатию к ней, однако не взаимную. Кэти приходится несколько раз обманывать и отвлекать его, чтобы достать нужные документы из хранилища. (Озв. Энди Чмелко[7])
- Фрэнклин 'Губер' Гоулдфарб (англ. Franklin 'Goober' Goldfarb) — сумасшедший бездомный, с которым Кэти знакомится в изоляторе. Он верит в то, что работал актёром, а также был свидетелем «инцидента 81». Его потеря рассудка также связана с паранормальными явлениями в городе. (Озв. Кристиан Паллук[7])
- Исаак Прайс (англ. Isaac Price) — священник местной церкви. Хотя со стороны он кажется набожным и добропорядочным человеком, на деле же он секстант и служит «новому богу». Именно он заказал кражу картин Лили Мэйерс, а также похищал людей для жертвы «красному человеку». После раскрытия его деятельности, был помещён в изолятор и там повесился. (Озв. Корд Грабарц[7])
- Сью Мейерс (англ. Sue Myers) — мать покойной Лилли Мейерс. Она чёрствая женщина, которая тем не менее сильно пострадала из-за смерти дочери. Героиня может завоевать её доверие, предложив сигареты. Она также ухаживает за умственно отсталым сыном Натаном. (Озв. Колин Галлахер[7])
- Натан Мейерс (англ. Nathan Myers) — сын Сью Мейерс и младший брат покойной Лили Мейерс. После смерти сестры, остановился в умственном развитии, и несмотря на возраст, ведёт себя как маленький ребёнок. Утверждает, что общается и дружит с красным человеком, с которым дружила и Лили. Позже оказывается, что именно он утопил сестру по её просьбе. (Озв. Энди Мэнджук[7])
- Ребёнок (англ. The Kid) — призрак ребёнка, от которого Кэти избавилась через аборт ещё подростком. Ребёнок надавливает на чувство вины Кэти. Неясно, является ли он настоящим призраком или лишь видением, посланным красным человеком, чтобы сломить дух героини. (Озв. Кайл Арзага[7])
- Эммет (англ. Emmett) — лидер банды байкеров «чёрные шляпы». Был когда-то другом отца Мэри и вместе с ним организовал кражу картин Лили Мейерс из особняка Чарльза Уэйда, так как священник Исаак обещал им денежное вознаграждение. Кэти должна завоевать доверие Эммета, найдя нужный ингредиент для напитка «кровавая Мэри». (Озв. Дэйв Гилберт[7])
- Красный Человек (англ. The Red Man) — таинственный дух или демон. Он появляется в видениях Кэти. Непонятно, кто он, служит ли он «новому богу» или же сам является им. Он похищает души людей, по его утверждению, они сами добровольно присоединяются к нему. (Озв. Дэйв Гилберт[7])

## Создание и выход
Разработкой Kathy Rain занимался независимый шведский программист Йоель Стов Хестё, открывший единоличную студию Clifftop Games. Это также его первый выпущенный профессиональный продукт. Kathy Rain вышла на волне возрождения интереса к нуарным и фантастическим повествовательным играм от студий Telltale и Dontnod. Стов также захотел создать игру аналогичного жанра, однако сделать в ней упор на классический стиль приключенческой игры с акцентом на головоломках и низким разрешением графического стиля. Kathy Rain начиналась как экспериментальный хобби-проект, геймдизайнер не планировал выпускать игру, пока не нашёл спонсора в лице издателя Raw Fury. Хотя изначально над проектом работал единолично Стов, он нашёл также поддержку в лице сообщества программистов Adventure Game Studio, с которыми разработчик общался на форумах. Например, помочь в дизайне решился Туве Бергквист, художник-портретист, живущий в Стокгольме, над анимацией персонажей и графическим интерфейсом вызвался работать Шейн Стивенс, а над фонами — Науриса Краузе. Оба дизайнера работали над графической игрой Resonance 2012 года выпуска. Композитором музыкального сопровождения выступил Дэниел Кобылаш, на которого разработчик игры вышел также через знакомых в сообществе AGS. Дейв Гилберт взял на себя организацию команды актёров, озвучивавших персонажей.
Тем не менее в течение всего процесса разработки Стов возложил на себя основную задачу по написании сюжета, дизайна и работы над игровым процессом. Это было причиной длительного времени работы над игрой. Разработчик также признавался, что мог забрасывать проект из-за моральной истощённости и стресса. Основная проблема, с которой сталкивался Стов, — это отсутствие стратегии и чёткого плана того, что из себя должна была представлять игра. «У меня не было чёткого представления о том, что я хотел создать в 2011 году, я делал это для удовольствия и никогда не ожидал, во что это в итоге вырастет». Создатель, комментируя отрицательные отзывы об его детище, признался, что именно из-за организационных проблем он выпустил несовершенную во многих смыслах игру. Всего на разработку Kathy Rain у создателя ушло примерно четыре года.
Игра Kathy Rain примечательна тем, что при её создании был использован не движок Unity, как это принято у инди-разработчиков, а программа Adventure Game Studio. Разработчик Йоель Стова Хестё оправдывал своё решение тем, что AGM идеально подходила именно для того, что он хотел сделать, — сюжетно-ориентированной двухмерной приключенческой игры. Хотя Unity лучше с точки зрения производительности и мобильности, AGS легка в усвоении, особенно для программистов, знакомых с языком сценариев C++, как Стов. Решение создать сюжетно-интерактивную игру Стов объяснил любовью к данному жанру, он также назвал это «данью классике». Программист признался, что сам вырос на подобных адвенчурах.

### Сюжет и сеттинг
Для Йоеля Стова Хестё основным предметом вдохновения выступили американские сериалы ужасов «Твин Пикс», «Остаться в живых» и серия игр Silent Hill, особенно более поздние игры этой серии.
При создании Кэти Рейн Стов вдохновлялся такими персонажами, как Вероника Марс, Эллен Рипли и Лисбет Саландер. «Я хотел создать сильную, но сложную героиню, которая крута, но также наделена недостатками и страхами, чтобы она могла надрать кому-нибудь задницу, но и быть относительной и человечной». Создатель также хотел рассказать о тревожном прошлом Кэти, о её трогательных и печальных деталях из детства и молодости без цензуры. «Я думаю, что искусство в любом его проявлении не должно уклоняться от деликатных вопросов. Игры серии Silent Hill (особенно вторая часть), хотя и во многом отличаются от „Kathy Rain“, но воодушевляют меня в этом отношении». Стов заметил, что всегда хотел создать игру с сильной женский героиней, а также исследовать женственность с того угла, который традиционно игнорируется в индустрии компьютерных игр, в том числе и затронуть такие щепетильные темы, как аборты или развод родителей. Программист заметил, что история Кэти Рейн также в той или иной степени — это отражение его истории и его знакомых, родственников.
Стов также с самого начала решил добавить элементы фантастики в историю, заметив, что его никогда не интересовала стандартная сюжетная формула, вместо этого Стов предпочитает добавлять «двусмысленность, неожиданность, сюжетные поворотные и изгибы, оставляя некоторые вопросы незакрытыми, чтобы игрок мог их по-разному интерпретировать и строить теории вокруг них». Решение связать время действия с 90-ми годами Стов связал с несколькими причинами: во-первых, он заметил, что сам жанр приключенческой игры родился в ту эпоху и что для него лично это обращение к ностальгии. Во вторых, Стову нравилась тема детективной работы с ограниченным доступом к технологиям, а не как сегодня, со смартфонами и Google. В рамках передачи антуража 1990-х годов Стов решил также прибегнуть к художественному стилю игр данной эпохи, а именно спрайт-графики с разрешением 320 × 240 пикселей. Разработчик заметил, что, помимо «дани классике», такое решение объяснялось и тем, что работать над такой графикой и особенно анимацией было дёшево и легко, особенно в условиях ограниченных денежных и рабочих ресурсов.
Разработчик также признался, что начиная с начала разработки игры в 2011 году он не раз кардинально менял сюжет игры вместе со второстепенными персонажами, помимо прочего, финальная часть Kathy Rain была переписана незадолго до её выпуска. Единственным почти неизменным элементом оставалась главная героиня Кэти.

### Анонс и выход
Анонс предстоящей игры состоялся ещё в 2012 году. Опробовать Kathy Rain впервые могли посетители на выставке Gamescom в 2015 году тогда же разработчиком было объявлено о плане выпустить игру в первом квартале 2016 года для персональных компьютеров. Выход игры состоялся 5 мая 2016 года для Windows и macOS наряду с бесплатной демонстрационной версией.
Вскоре после выхода игры Йоель Стов объявил, что сосредоточен на разработке мобильного порта Kathy Rain, но также предупредил, что исключает возможность порта на игровую приставку, заметив, что их аудитория слабо заинтересована в интерактивных адвенчурах. Выход версии игры на Android и iOS состоялся 23 ноября 2016 года.
Несмотря на признание Kathy Rain со стороны игровых рецензентов, продажи игры оказались неудовлетворительными, и по состоянию на июнь 2016 года всего было куплено 2000 копий игры. Хестё признался, что он вместе с Raw Fury переоценил потенциальную игровую аудиторию: основная масса игроков оказалась людьми старшего возраста, движимыми ностальгией, а вложение средств в озвучивание и несколько локализаций оказалось излишним. Тем не менее разработчик заметил, что будет продолжать поддерживать обратную связь с фанатской аудиторией в надежде, что она будет расти и со временем доходы от продаж игры Kathy Rain окупят инвестиции в её создание.
Йоель Стов, отвечая на вопрос о возможном выходе сиквела игры — Kathy Rain 2, — заметил, что, наиболее вероятно, это станет его следующим проектом после Whispers of a Machine, однако из-за провального релиза будущее проекта остаётся пока под открытым вопросом.

## Музыка
Автором музыкального сопровождения выступил Дэниел Кобылаш, его задача заключалась в создании созерцательной и меланхоличной музыки, которая способствовала бы концентрации или же, наоборот, могла испугать игрока. Музыка записывалась с участием гитары, барабанных и синтезатора. Композитор признался, что All Things Considered получился его любимым треком.
1 февраля 2017 года композитор выпустил официальный альбом под названием Kathy Rain Original Soundtrack, включающий в себя 15 саундтреков.
Слова и музыка всех песен — Дэниел Кобылаш.
| №                   | Название                              | Длительность |
| ------------------- | ------------------------------------- | ------------ |
| 1.                  | «A Detective Is Born»                 | 7:34         |
| 2.                  | «Reveries»                            | 4:27         |
| 3.                  | «The Water At Night (Cabin Exterior)» | 7:22         |
| 4.                  | «Onward (Fast Travel)»                | 1:45         |
| 5.                  | «Reunion (Rain Residence)»            | 2:00         |
| 6.                  | «Holy Trinity (Church)»               | 2:52         |
| 7.                  | «Respite (Clinic)»                    | 1:44         |
| 8.                  | «Met Her End (Conwell Woods)»         | 3:09         |
| 9.                  | «By A Thread (Dream Theme)»           | 1:10         |
| 10.                 | «Upside Down (Creepy Theme)»          | 2:10         |
| 11.                 | «All Things Considered (Epilogue)»    | 3:17         |
| 12.                 | «Memento (Action Theme)»              | 1:57         |
| 13.                 | «In the Midst of Life (Cemetery)»     | 2:10         |
| 14.                 | «My Old Man (Black Hats)»             | 3:22         |
| 15.                 | «Jailbird (Sheriff Station)»          | 2:59         |
| 16.                 | «The Industrialist (Mr. Wade)»        | 2:12         |
| 17.                 | «Crimson (Red Man Theme)»             | 2:52         |
| 18.                 | «Revelations (Storage Unit)»          | 1:40         |
| 19.                 | «Ticktock (Tension Theme)»            | 1:38         |
| 20.                 | «Lily Myers (Cabin Interior)»         | 2:23         |
| 21.                 | «Memories (Rain Residence)»           | 4:12         |
| 22.                 | «Delver (Attic)»                      | 2:40         |
| 23.                 | «Serenity (Dorm Room)»                | 3:05         |
| 24.                 | «Hallowed Room (Abyss)»               | 4:01         |
| 25.                 | «Joseph Irving (Sad Theme)»           | 1:22         |
| Общая длительность: | Общая длительность:                   | 69:34        |

## Критика
| Сводный рейтинг       | Сводный рейтинг |
| Агрегатор             | Оценка          |
| --------------------- | --------------- |
| GameRankings          | 78,71 %         |
| Metacritic            | 77/100 (ПК)     |
| Иноязычные издания    |                 |
| Издание               | Оценка          |
| Destructoid           | 9/10            |
| GameGrin              | [ 17 ]          |
| Ragequit.gr           | 86 %            |
| GameWatcher           | 8,0             |
| Everyeye.it           | 75              |
| Brash Games           | [ 20 ]          |
| Русскоязычные издания |                 |
| Издание               | Оценка          |
| Riot Pixels           | 54 %            |

Игра получила преимущественно положительные оценки от игровых критиков, средняя оценка на сайте-агрегаторе Metacritic для ПК-версии составила 77 баллов из 100 возможных.

### Жанр и игровой процесс
Критик сайта Gamegrin заметил, что игроки, любящие графические приключенческие игры, не раз замечали, как со стороны интересная история буквально тонула в сложных и бессмысленных головоломках. «Подобные игры живут или умирают в силу их сюжета, благо у „Kathy Rain“ девять жизней». Завязка сюжета держится на таинственных, сверхъестественных обстоятельствах, связанных со смертью деда главной героини. Повествование по мнению критика вызывает быстрое привыкание и побуждает игрока возвращаться в игру снова и снова, при этом вся сюжетная линия поделена на условно семь дней, каждый из которых можно пройти за час. Таким образом игра идеально подойдёт для игроков, любящих играть отрывками, а между игровыми сеансами «мысли игрока будут забиты попытками разгадать тайну». Стефен Тёрнер с сайта Destructoid заметил, что Kathy Rain повторяет формулу успешных игр-детективов с завязкой сюжета типа «тихий городок Конвелл-Спрингс сотрясают таинственные ужасающие события, главный герой должен разгадать загадку». Тем не менее критик признался, что это была лучшая детективная игра, которую он пробовал за последние несколько лет. Критик также заметил, что жанр игр «укажи-и-щёлкни» переживает тихую революцию в сегменте инди-игр, в том числе и благодаря Kathy Rain. Тёрнер назвал показанную в игре историю крепким триллером, держащим игрока в напряжении «от начала до конца». То, что со стороны кажется типичным нуаром, перерастает в нечто большее, в историю, наполненными взрослыми и личными темами. Критик с сайта RageQuit заметил, что игра крайне примечательна тем, что предлагает в начале типичный детектив, в итоге перестающий в исследование сверхъестественных загадок с элементами сюрреализма и даже умудряется затрагивать таки остросоциальные темы, как критика веры и религии. Майкл Метленд с сайта Barsh Games считает, что представленная история развивается медленно и реально зацепит игрока только примерно после половины пройденного сюжета, тем не менее сюжет украшают взрослые темы и интересные сюжетные элементы, разбавленные беззаботными шутками. Разгромное мнение об игре оставил представитель сайта Riot Pixels, заметив, что сначала игра притворяется достойной адвенчурой с упором на разговоры и интригующую детективную историю, которая, однако, скатывается в выветренный сюжет со всё более глупыми и нереалистичными загадками, а в итоге многие сюжетные детали вроде военного прошлого дедушки Кэти оказываются совершенно бесполезными для сюжетной линии и создают лишь информационную перегрузку.
Критик сайта Gamegrin назвал представленные головоломки в игре умеренно сложными и в целом не нарушающими логику со здравым смыслом, за исключением сцены, «где кассету надо вставлять в сканер изображений». Стефен Тёрнер с сайта Destructoid также заметил, что игра поощряет изобретательность, вознаграждая игрока за исследование деталей окружающего пространства или расспрашивания случайных людей. Если же игрок «застрял», то главная героиня Кэти всегда готова намекнуть на решение проблемы. Критик сайта RageQuit назвал головоломки средне-лёгкими, но заметил, что их сложность во многом зависима от опыта игрока, знакомого с играми подобного жанра. Для неопытного новичка игра окажется настолько сложной, что ему придётся обращаться к руководству, другие же игроки не столкнутся с серьёзными трудностями. Критик заметил, что в Kathy Rain можно найти почти всё, типичное для данного жанра: головоломки, связанные с инвентарём, решаемые с помощью диалога, требующие сообразительности и математических знаний. Критик сайта Brash Games отдельно оценил факт того, что действие игры происходит в 90-е годы и технологическая отсталость в виде «диктофонов, кассет, стационарных телефонов» умело используется для того, чтобы придать квестам дополнительную сложность. Одни оценят такую ностальгию, однако другие игроки, не знакомые со старыми технологиями, наоборот, могут растеряться. Рецензент сайта Riot Pixels заметил, что достаточно типичное расследование со временем превращается в комедию «Тупой и ещё тупее», когда, например, героиню заставляют отвлекать помощника шерифа, медсестру, издеваться над системным администратором или добиваться мгновенного доверия со стороны старого байкера с помощью цветочного коктейля.

### Персонажи и дизайн
Главная героиня Кэти Рейн получила разные оценки, например, Тёрнер с сайта Destructoid заметил, что хотя с первого взгляда Кэти поражает своей сообразительностью и высокомерием, однако со временем игрок узнаёт шокирующие и печальные детали из её прошлого и понимает, откуда в героине развился такой цинизм. В итоге Кэти получилась очень человечной, сочувствующей и с чувством юмора в равной мере, а не клишированной сильной героиней, «добавленной ради контрольного списка». Критик сайта RageQuit сделал аналогичное наблюдение: с первого взгляда героиня, «сильная и независимая», может показаться продуктом современной политкорректности, однако обстоятельства её прошлого и раскрытие новых личностных качеств придаёт ей человечность. Критик также заметил, что Кэти всё же затмевают интересные персонажи на втором плане. Майкл Мейтленд с Brash Games назвал Кэти «глуповатой, но без проблем и выражающей свои мысли прямо». Критик сайта Gamegrin, наоборот, назвал героиню неудачным персонажем, заметив, что главная «звезда» в игре — это сам сюжет и его второстепенные персонажи. Хотя создатели задумывали Кэти как крутую и независимую героиню, однако она оказалась скучным персонажем, которая «пытается быть не как все», нося сапоги и кожу, катаясь на байке, пытаясь понять, что значит быть атеисткой и выдавая «тошнотворно-остроумные фразы». Критик подытожил, что в Кэти итоге получилась «не сильным женским персонажем, а лишь чьей-то большой сексуальной фантазией», критик также заметил, что если бы героем сделали мужчину, это бы никак не изменило ситуацию. Похожее мнение оставил критик Riot Pixels, назвав Кэти собирательным портретом неформала со стандартными атрибутами — мотоциклом, электрогитарой и сигаретами.
Критик сайта Gamegrin заметил, что художественная презентация в игре получилась на высшем уровне. Пиксельная графика, копирующая игры Day of the Tentacle или игры LucasArts 90-х годов, отлично передают атмосферу 1995 года. Представитель сайта RageQuit заметил, что, несмотря на выражено простую графику, она реализована в данной игре «превосходно». Места, которые посещает героиня, выглядят, по мнению критика, атмосферно. Впечатление от игры усиливает музыка, а также закадровый голос персонажей, самые лучшие монологи принадлежат героине Кэти и бездомному Губеру. Отдельно критик Destruxctoid раскритиковал озвучивание «Красного человека», заметив, что оно убивает образ злодея и превращает его в клоуна. Рецензент с сайта BrashGames заметил, что ретроспективный взгляд позволяет наслаждаться пиксельной графикой, которую многие видели в классических «укажи-и-щёлкни» приключениях. Мир, представленный нарочито мрачным, удручающим и унылым, делает игру только атмосфернее. Аналогично критик Destructoid заметил, что представленная мрачно-серая палитра выглядела для его глаз красиво и насыщенно.